# Champagne (Charente-Maritime)
Pour les articles homonymes, voir Champagne.
Champagne est une commune du Sud-Ouest de la France située dans le département de la Charente-Maritime (région Nouvelle-Aquitaine).
Ses habitants sont appelés les Champagnais et les Champagnaises.

## Géographie

### Communes limitrophes
| Saint-Agnant                  | Saint-Agnant ; Trizay | Trizay                |
| Saint-Jean-d'Angle            | Champagne             | Sainte-Radegonde      |
| La Gripperie-Saint-Symphorien | Sainte-Gemme          | Pont-l'Abbé-d'Arnoult |

### Géologie
La commune est située dans le calcaire du Bassin aquitain, plus précisément dans la couronne du Crétacé supérieur.
Le Cénomanien occupe le sud de la commune, le Turonien (ou Angoumien) occupe une bande centrale de direction sud-est - nord-ouest, au nord du bourg, et le Coniacien occupe le nord.
Il peut y avoir confusion entre le nom de la commune et le Campanien, calcaire crétacé plus récent qui occupe une grande partie sud du département appelée Champagne.

## Urbanisme

### Typologie
Au 1er janvier 2024, Champagne est catégorisée commune rurale à habitat dispersé, selon la nouvelle grille communale de densité à 7 niveaux définie par l'Insee en 2022.
Elle est située hors unité urbaine. Par ailleurs la commune fait partie de l'aire d'attraction de Rochefort, dont elle est une commune de la couronne,. Cette aire, qui regroupe 33 communes, est catégorisée dans les aires de 50 000 à moins de 200 000 habitants,.

### Occupation des sols
L'occupation des sols de la commune, telle qu'elle ressort de la base de données européenne d’occupation biophysique des sols Corine Land Cover (CLC), est marquée par l'importance des territoires agricoles (71,5 % en 2018), en diminution par rapport à 1990 (73,5 %). La répartition détaillée en 2018 est la suivante : 
terres arables (48,1 %), forêts (26,9 %), prairies (16 %), zones agricoles hétérogènes (7,4 %), zones urbanisées (1,7 %). L'évolution de l’occupation des sols de la commune et de ses infrastructures peut être observée sur les différentes représentations cartographiques du territoire : la carte de Cassini (XVIIIe siècle), la carte d'état-major (1820-1866) et les cartes ou photos aériennes de l'IGN pour la période actuelle (1950 à aujourd'hui).

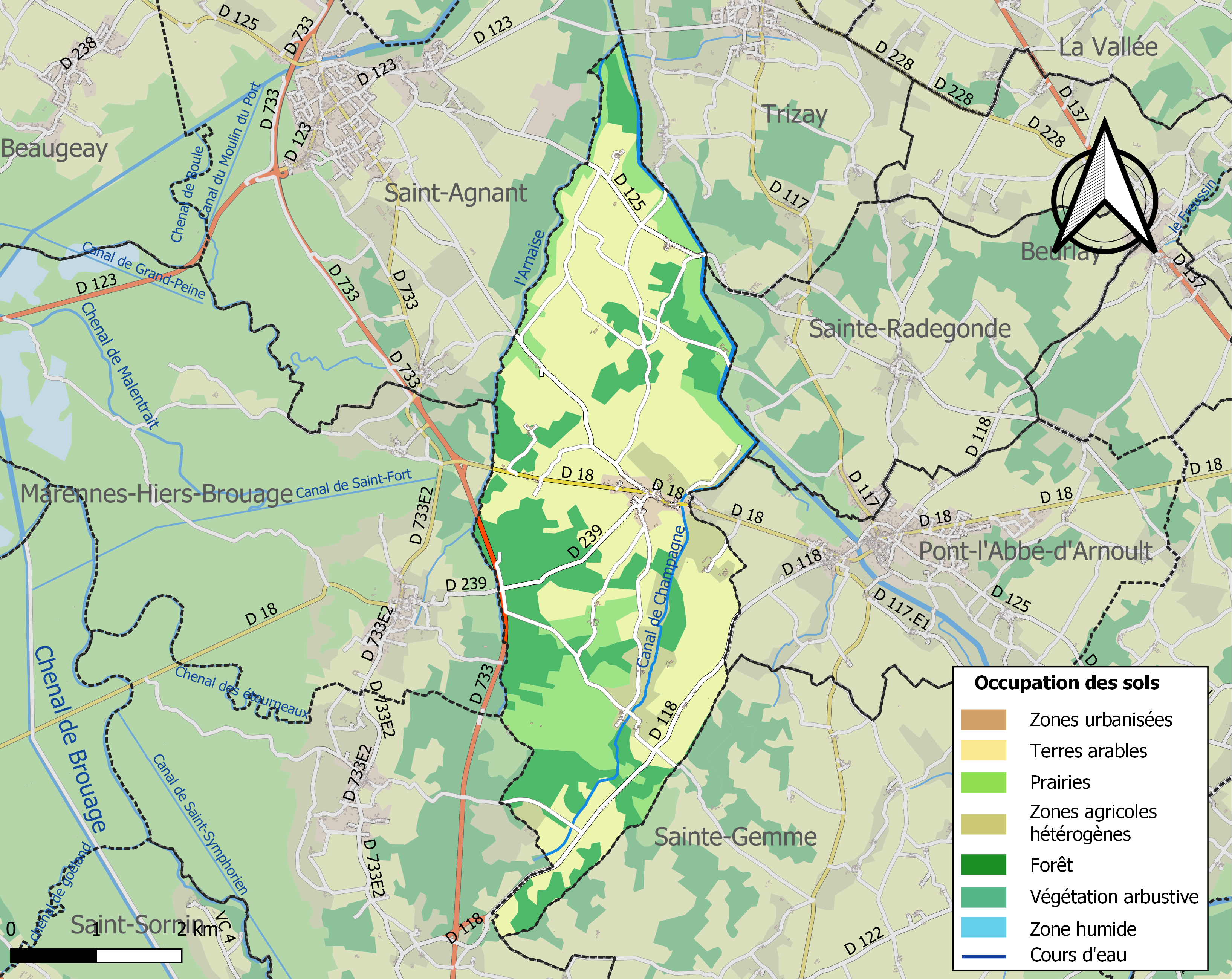
Carte des infrastructures et de l'occupation des sols de la commune en 2018 (CLC).

## Toponymie
Du latin Campania, espace de champs cultivés.

## Administration

### Liste des maires
| Période                                  | Période  | Identité        | Étiquette | Qualité         |
| ---------------------------------------- | -------- | --------------- | --------- | --------------- |
| Les données manquantes sont à compléter. |          |                 |           |                 |
| 2001                                     | 2014     | Michel Monier   |           |                 |
| 2014                                     | En cours | Roland Clochard |           | Cadre supérieur |

## Démographie

### Évolution démographique
L'évolution du nombre d'habitants est connue à travers les recensements de la population effectués dans la commune depuis 1793. Pour les communes de moins de 10 000 habitants, une enquête de recensement portant sur toute la population est réalisée tous les cinq ans, les populations de référence des années intermédiaires étant quant à elles estimées par interpolation ou extrapolation. Pour la commune, le premier recensement exhaustif entrant dans le cadre du nouveau dispositif a été réalisé en 2008.

En 2022, la commune comptait 637 habitants, en évolution de +4,77 % par rapport à 2016 (Charente-Maritime : +4,04 %, France hors Mayotte : +2,11 %).
| 1793 | 1800 | 1806 | 1821 | 1831 | 1836 | 1841 | 1846 | 1851 |
| ---- | ---- | ---- | ---- | ---- | ---- | ---- | ---- | ---- |
| 444  | 319  | 502  | 491  | 500  | 512  | 508  | 504  | 506  |

| 1856 | 1861 | 1866 | 1872 | 1876 | 1881 | 1886 | 1891 | 1896 |
| ---- | ---- | ---- | ---- | ---- | ---- | ---- | ---- | ---- |
| 551  | 519  | 565  | 548  | 544  | 562  | 567  | 540  | 572  |

| 1901 | 1906 | 1911 | 1921 | 1926 | 1931 | 1936 | 1946 | 1954 |
| ---- | ---- | ---- | ---- | ---- | ---- | ---- | ---- | ---- |
| 526  | 554  | 581  | 511  | 514  | 475  | 439  | 479  | 494  |

| 1962 | 1968 | 1975 | 1982 | 1990 | 1999 | 2006 | 2008 | 2013 |
| ---- | ---- | ---- | ---- | ---- | ---- | ---- | ---- | ---- |
| 556  | 514  | 454  | 448  | 482  | 530  | 596  | 615  | 614  |

| 2018 | 2022 | - | - | - | - | - | - | - |
| ---- | ---- | - | - | - | - | - | - | - |
| 615  | 637  | - | - | - | - | - | - | - |

### Pyramide des âges
La population de la commune est relativement jeune.
En 2018, le taux de personnes d'un âge inférieur à 30 ans s'élève à 32,5 %, soit au-dessus de la moyenne départementale (29 %). À l'inverse, le taux de personnes d'âge supérieur à 60 ans est de 24,4 % la même année, alors qu'il est de 34,9 % au niveau départemental.
En 2018, la commune comptait 308 hommes pour 307 femmes, soit un taux de 50,08 % d'hommes, largement supérieur au taux départemental (47,85 %).
Les pyramides des âges de la commune et du département s'établissent comme suit.
| Hommes | Classe d’âge | Femmes |
| ------ | ------------ | ------ |
| 0,3    | 90 ou +      | 0,7    |
| 7,5    | 75-89 ans    | 6,2    |
| 16,9   | 60-74 ans    | 17,3   |
| 25,3   | 45-59 ans    | 22,5   |
| 18,5   | 30-44 ans    | 19,9   |
| 12,0   | 15-29 ans    | 14,0   |
| 19,5   | 0-14 ans     | 19,5   |

| Hommes | Classe d’âge | Femmes |
| ------ | ------------ | ------ |
| 1,1    | 90 ou +      | 2,6    |
| 10,1   | 75-89 ans    | 12,6   |
| 22     | 60-74 ans    | 23,2   |
| 20,1   | 45-59 ans    | 19,7   |
| 16,1   | 30-44 ans    | 15,6   |
| 15,2   | 15-29 ans    | 12,7   |
| 15,4   | 0-14 ans     | 13,6   |

## Lieux et monuments
- Église Saint-André de Champagne.

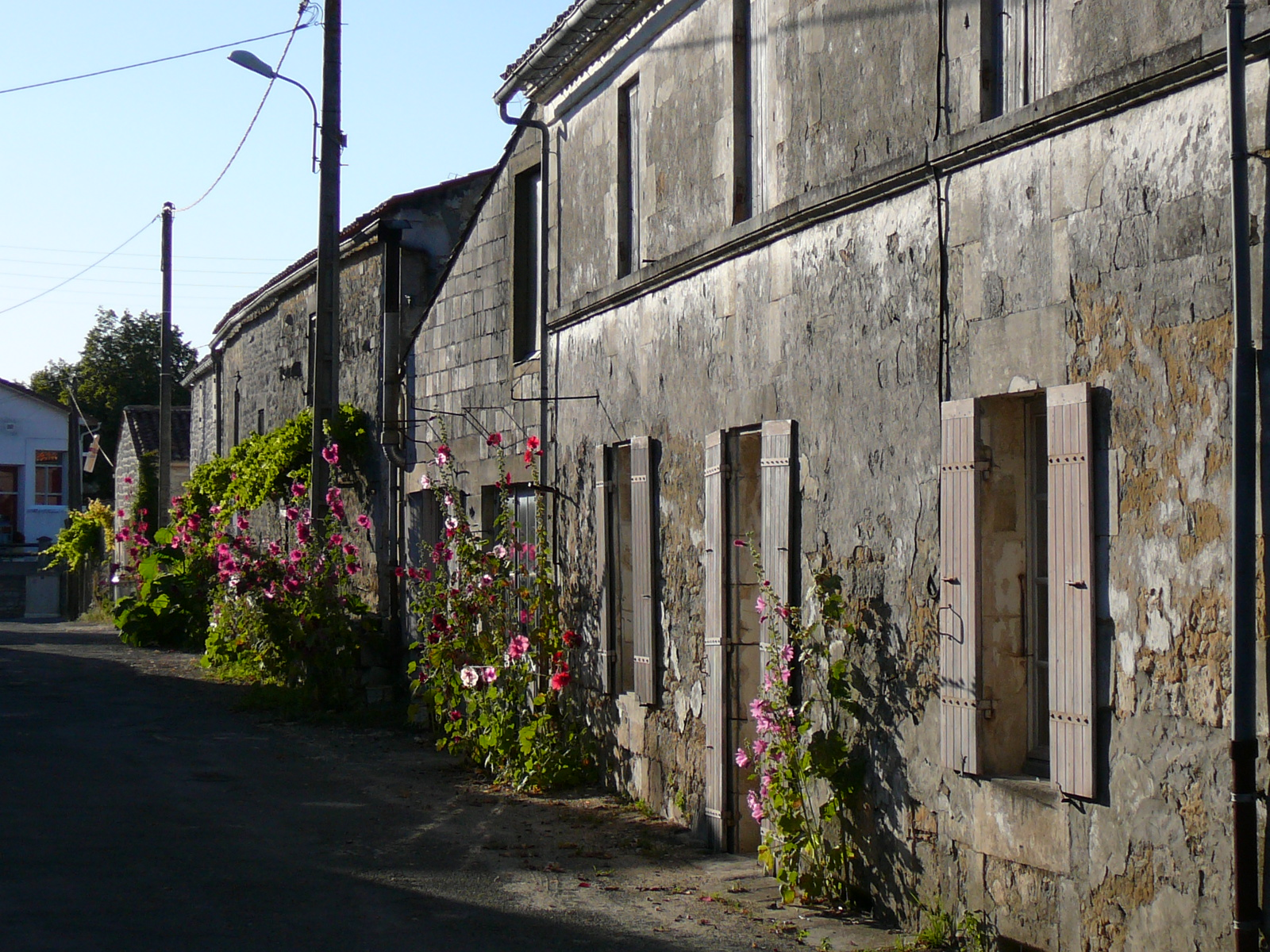
Une ruelle.
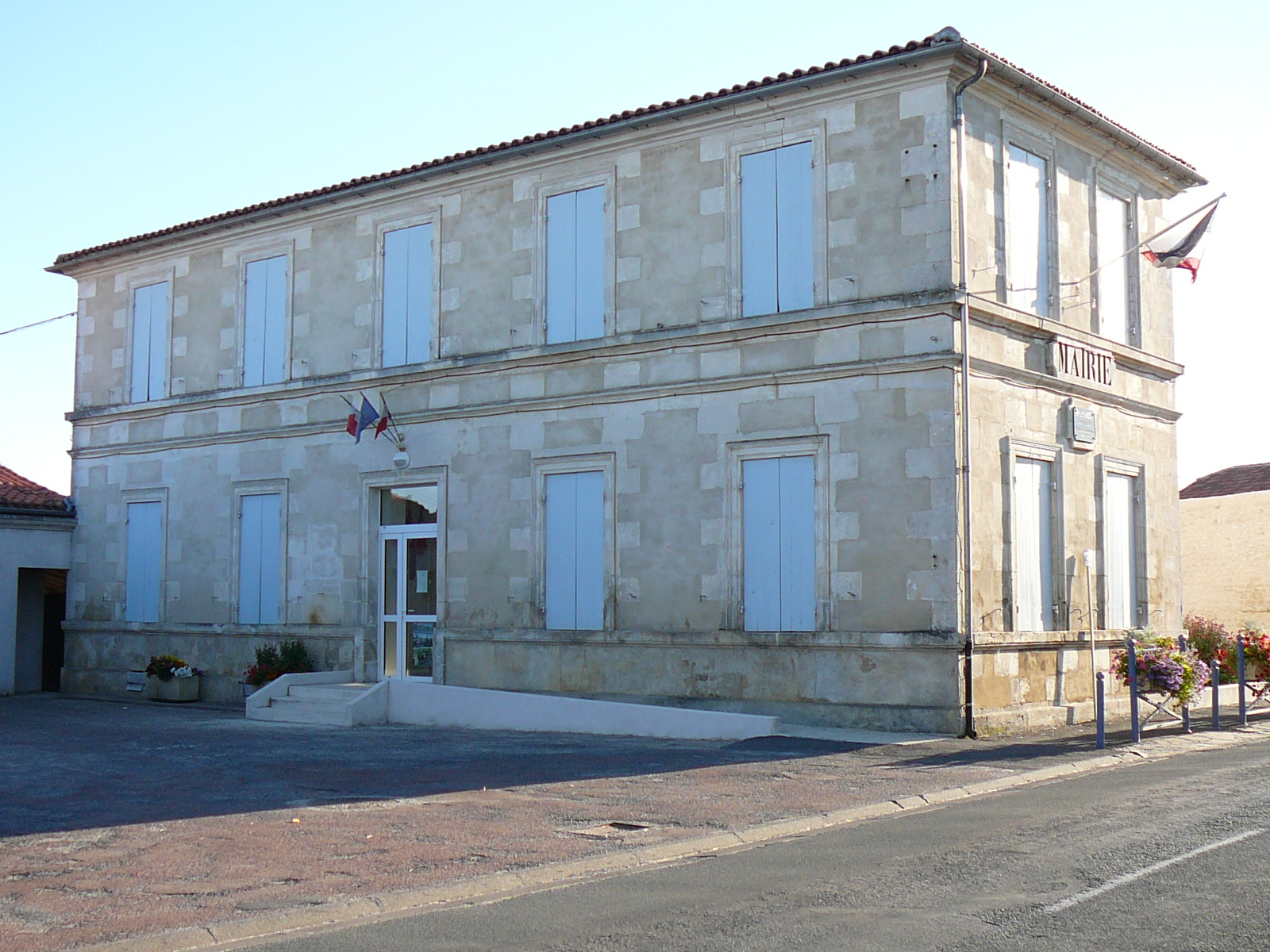
La mairie.
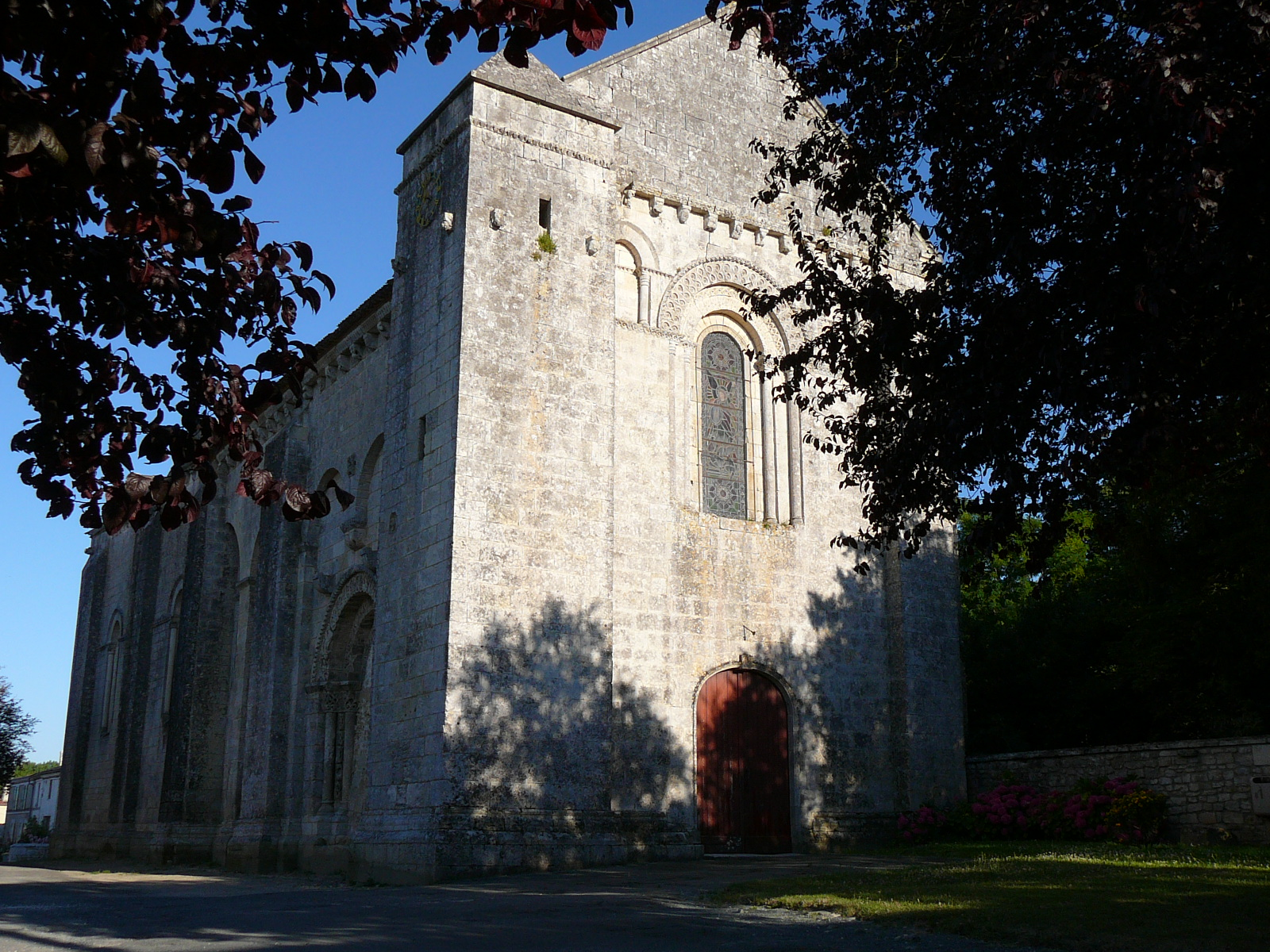
L'église romane.
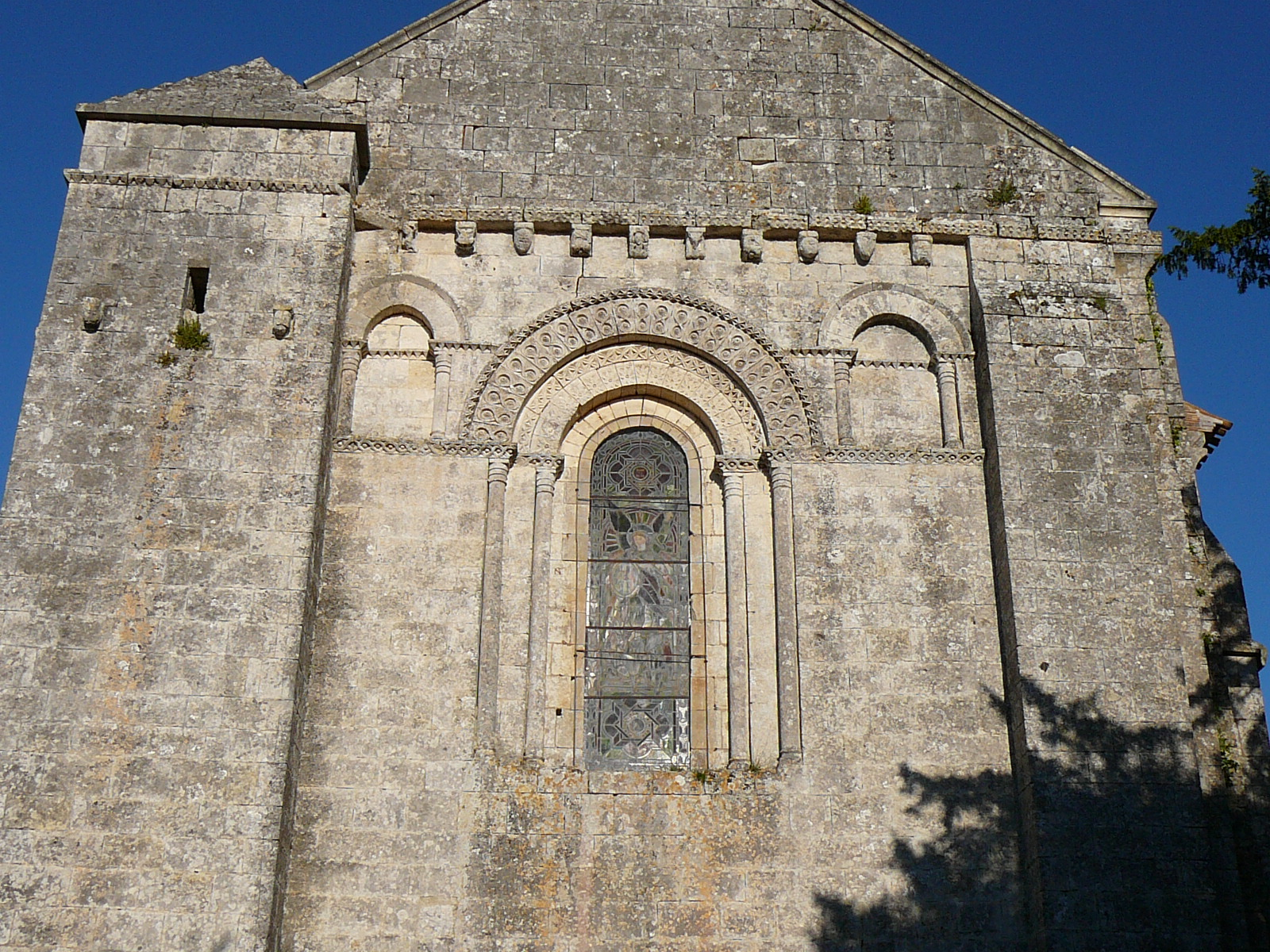
L'église romane, façade.
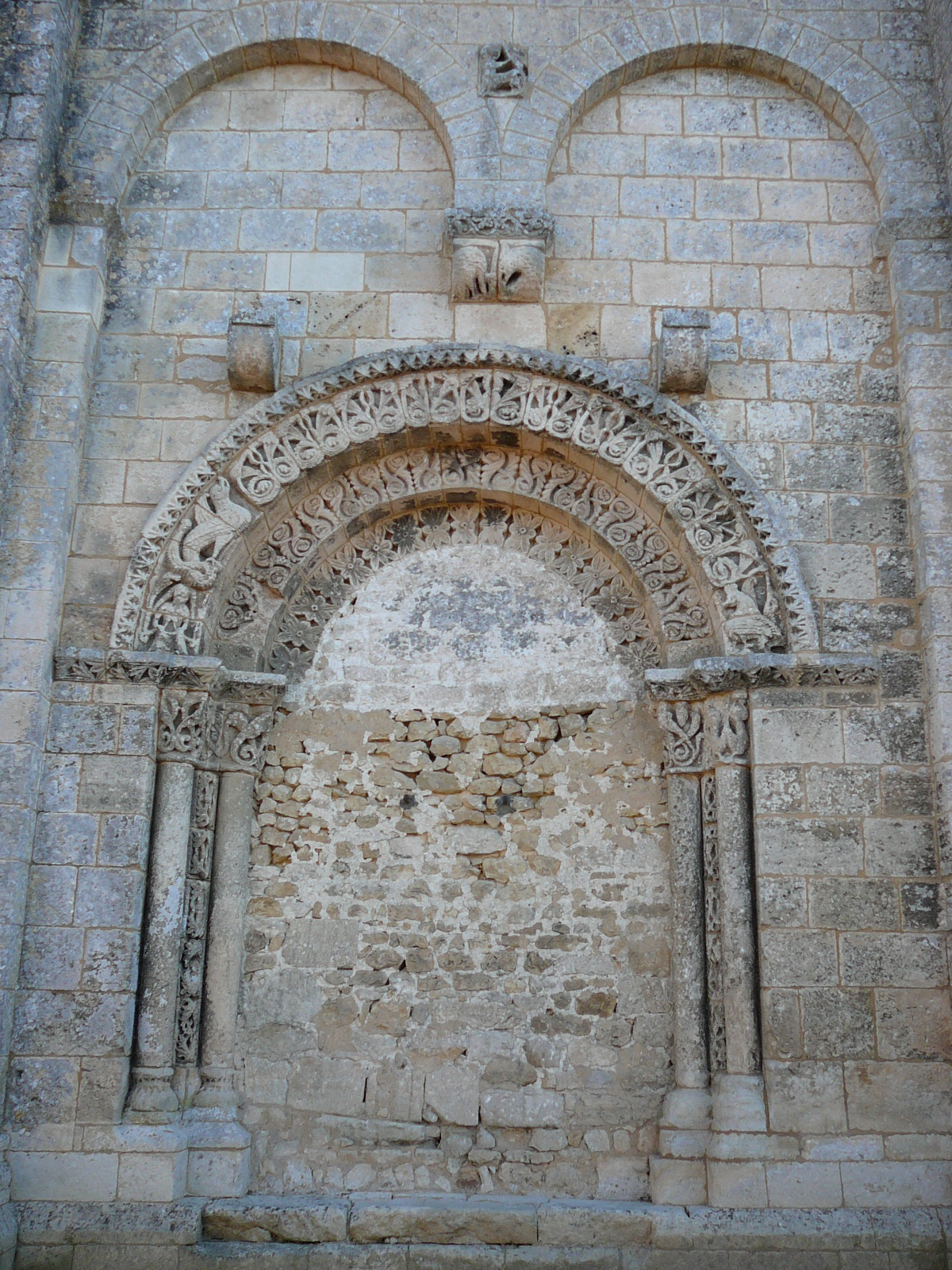
L'église romane, l'ancien porche.
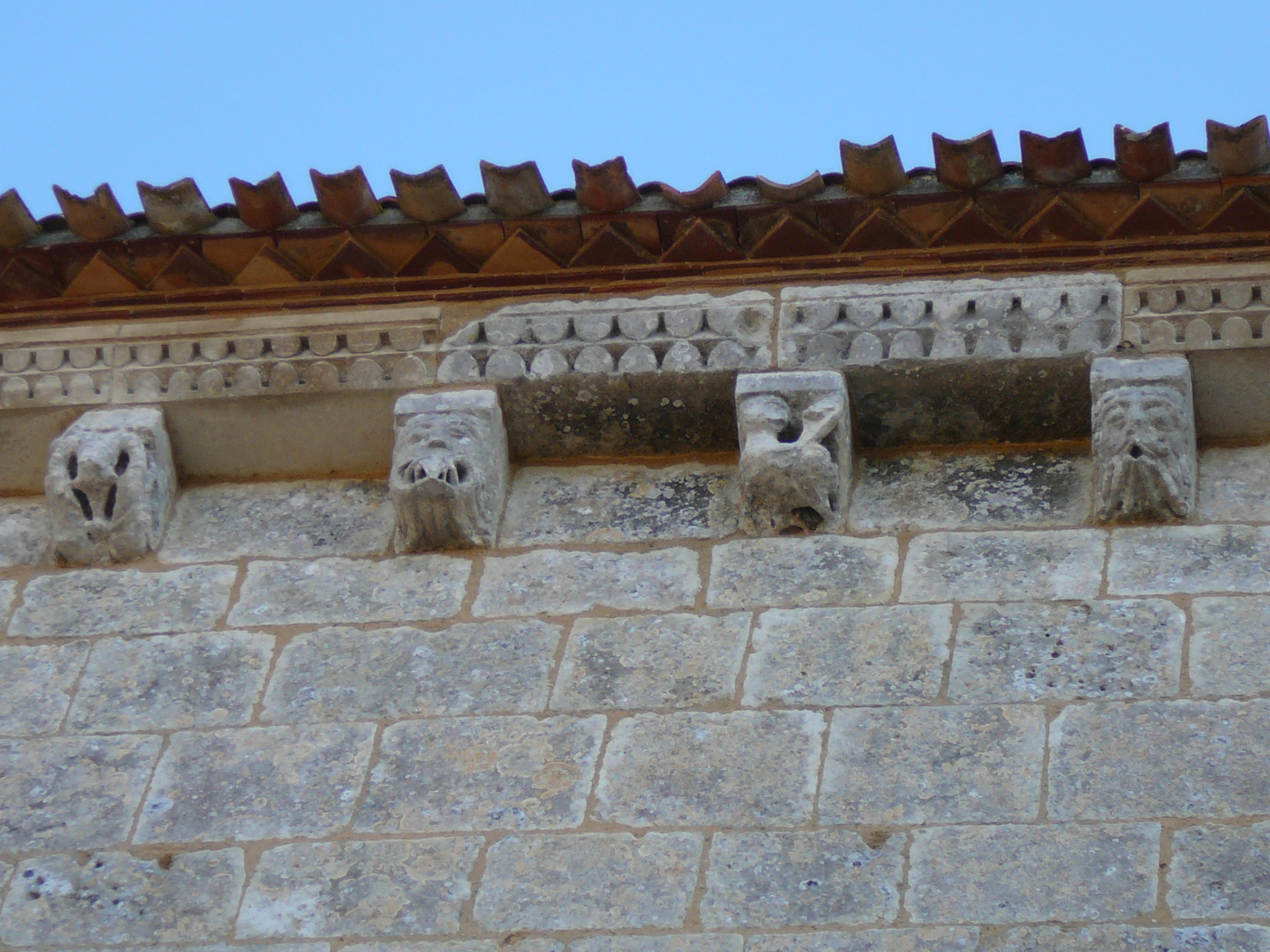
L'église romane, corbeaux.

## Personnalités liées à la commune
- René Caillié, explorateur et ancien maire de la commune.